# Begraafplaats van Le Crotoy
De Begraafplaats van Le Crotoy is een gemeentelijke begraafplaats in de Franse gemeente Le Crotoy (departement Somme). Ze ligt langs de Avenue du Général de Gaulle, 600 m ten noordwesten van de Église Saint-Pierre. De begraafplaats is ommuurd.
Bij de westelijke rand van de begraafplaats staat een monument voor de gesneuvelden uit de beide wereldoorlogen en andere conflicten waarbij Frankrijk betrokken was. 

## Franse oorlogsgraven

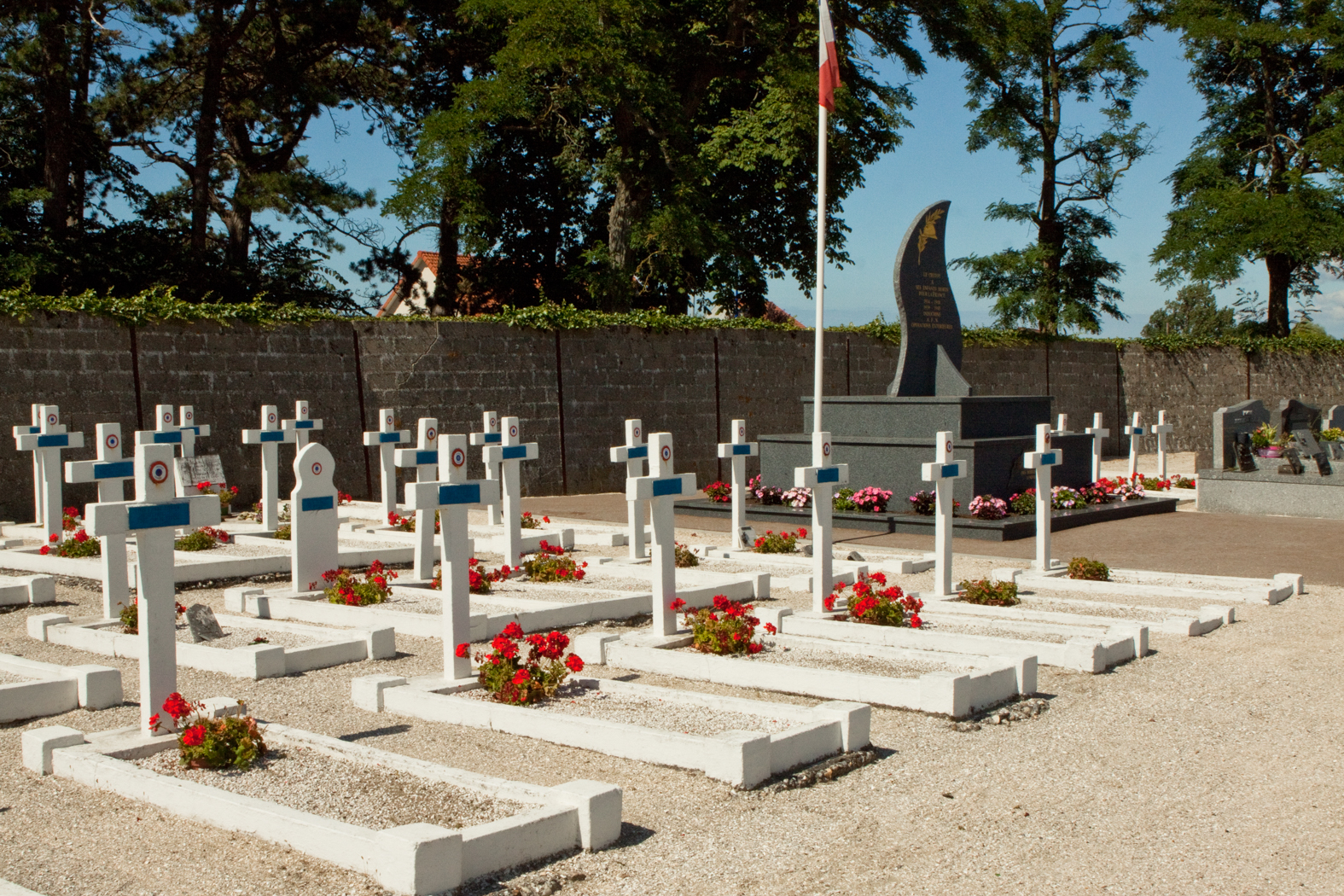
Monument en Franse graven

Rond dit monument liggen enkele perken met 34 Franse gesneuvelden uit de Eerste Wereldoorlog en 5 uit de Tweede Wereldoorlog. Er ligt ook 1 Amerikaan die in Franse dienst sneuvelde in de Tweede Wereldoorlog.

## Britse oorlogsgraven
Vlak bij het Franse monument liggen 4 Britten uit de Eerste Wereldoorlog en 4 Britten (waaronder één niet geïdentificeerde) en 2 Polen (waaronder 1 niet geïdentificeerde) uit de Tweede Wereldoorlog. Zes van hen waren leden van de Royal Navy. De graven worden onderhouden door de Commonwealth War Graves Commission en zijn daar geregistreerd onder Le Crotoy Communal Cemetery.
- Edwin Leopold Arthur Dyett, luitenant bij de Royal Naval Division, werd wegens desertie gefusilleerd op 5 januari 1917. Hij was 21 jaar en een van de drie Britse officieren die tijdens de Eerste Wereldoorlog werden terechtgesteld.[1]